# فرناندو کیرارته
فرناندو کیرارته (اسپانیایی: Fernando Quirarte‎؛ زادهٔ ۱۷ مهٔ ۱۹۵۶) بازیکن سابق و مربی فوتبال اهل مکزیک است.
از باشگاه‌هایی که در آن بازی کرده‌است می‌توان به باشگاه فوتبال گوادالاخارا و باشگاه فوتبال اطلس اشاره کرد.
وی همچنین در تیم ملی فوتبال مکزیک بازی کرده‌است.